# Sideroxylon excavatum
Sideroxylon excavatum är en tvåhjärtbladig växtart som beskrevs av Terence Dale Pennington. Sideroxylon excavatum ingår i släktet Sideroxylon och familjen Sapotaceae. IUCN kategoriserar arten globalt som starkt hotad. Inga underarter finns listade i Catalogue of Life.